# Ingrid Hrubaničová
Ingrid Hrubaničová (* 3. května 1965 Michalovce) je slovenská spisovatelka, pedagožka, jazykovědkyně a herečka.

## Životopis
Vystudovala obor slovenský jazyk a literatura – dějepis na Filozofické fakultě Univerzity Pavla Jozefa Šafárika v Prešově. V letech 1989–1997 pracovala jako lexikografka v Jazykovědném ústavu Ľudovíta Štúra. Věnuje se popularizaci slovenštiny v médiích. Externě učí stylistiku na Divadelní fakultě Vysoké škole múzických umění v Bratislavě. Byla jednou ze zakládajících osobností a herečkou divadla Stoka, v současnosti hraje v divadle SkRAT.

## Dílo

### Odborné práce
- Synonymický slovník slovenčiny (1995, spoluautorka)
- Kľúčové termíny výtvarného umenia 2. polovice 20. storočia, slovník (1998, spoluautorka Jana Geržová)

### Beletrie
- Láska ide cez žalúďok (2007)